# Макаров, Андрей Анатольевич
Андре́й Анато́льевич Мака́ров (бел. Андрэй Анатолевіч Макараў; род. 2 января 1971, Тулун, Иркутская область) — российский и белорусский легкоатлет, специалист по спортивной ходьбе. Выступал за сборные России и Белоруссии по лёгкой атлетике в 1994—2004 годах, призёр Кубков мира и Европы, многократный победитель и призёр первенств национального значения, участник летних Олимпийских игр в Сиднее. Мастер спорта России международного класса. Тренер по спортивной ходьбе.

## Биография
Андрей Анатольевич Макаров родился 2 января 1971 года в городе Тулуне Иркутской области РСФСР.
Проживал в Перми, где увлёкся спортом; учился в Курганской и Челябинской областях. Участвовал в соревнованиях  школьников, затем ему предложили ходить в спортшколу. Семь с половиной лет он занимался лыжами. Во время учёбы в техникуме познакомился со спортивной ходьбой и в 18 лет переквалифицировался в «ходока». Через два года выполнил норматив мастера спорта, через три – мастер спорта России международного класса.
Впервые заявил о себе на взрослом всероссийском уровне в сезоне 1993 года, когда выиграл бронзовую медаль в дисциплине 20 км на открытом чемпионате России по спортивной ходьбе в Чебоксарах.
В 1994 году вошёл в состав российской национальной сборной и выступил в ходьбе на 20 000 метров на Играх доброй воли в Санкт-Петербурге.
Будучи студентом, в 1995 году представлял Россию в ходьбе на 20 км на Универсиаде в Фукуоке.
В 1996 году на дистанции 20 км взял бронзу на открытом зимнем чемпионате России по спортивной ходьбе в Адлере.
В 1997 году вновь стал бронзовым призёром на открытом зимнем чемпионате России по спортивной ходьбе в Адлере. На Кубке мира в Подебрадах с личным рекордом 1:19:54 занял 11-е место в личном зачёте, вместе со своими соотечественниками стал победителем мужского командного зачёта.
Весной 1998 года получил гражданство Республики Беларусь и начиная с этого времени выступал за белорусскую национальную сборную. Так, в этом сезоне представлял Белоруссию на Кубке Европы в Дудинце, где финишировал пятым в личном зачёте и одержал победу в командном зачёте. На чемпионате Европы в Будапеште был дисквалифицирован.
В 1999 году победил на чемпионате Белоруссии в ходьбе на 20 км, не финишировал на Кубке мира в Мезидон-Канон, выиграл бронзовую медаль на Всемирных военных играх в Загребе.
В 2000 году отметился выступлением на Кубке Европы в Айзенхюттенштадте. Благодаря череде удачных выступлений удостоился права защищать честь страны на летних Олимпийских играх в Сиднее — в программе ходьбы на 20 км показал результат 1:23:33, расположившись в итоговом протоколе соревнований на 17-й строке.
13 мая 2000 года в Солигорске он установил свой личный рекорд (1:18:23, мужчины. 20 км).
После сиднейской Олимпиады Макаров остался действующим спортсменом на ещё один олимпийский цикл и продолжил принимать участие в крупнейших международных стартах. Так, в 2001 году он выступил на Кубке Европы в Дудинце, но сошёл здесь с дистанции.
На чемпионате Европы 2002 года в Мюнхене был дисквалифицирован.
В 2003 году вновь стал чемпионом Белоруссии в ходьбе на 20 км.
В 2004 году на Кубке мира в Наумбурге сошёл с дистанции.
Завершил спортивную карьеру по окончании сезона 2005 года.
Впоследствии работал тренером в Детско-юношеской спортивной школе «Прибужье» в агрогородке Страдечь Брестского района Брестской области Республики Беларусь.

## Семья
Женат на известной легкоатлетке Ольге Витальевне Кардопольцевой. Есть дочери Александра (род. 1993) и Елизавета (род. 2001).